# ふたり酒
「ふたり酒」（ふたりざけ）は、1980年3月25日に発売された川中美幸の4枚目のシングル。

## 解説
1977年に発売した「あなたに命がけ」が10万枚を突破しテイチクヒット賞を受賞したものの、大ヒット曲に恵まれていなかった川中が「あと1年、25歳まではトライしよう」と決め、ラストチャンスとして24歳の誕生日にレコーディングした楽曲であり、100万枚・ミリオンセラーの大ヒットになった。オリコン最高位は9位。
夫婦愛がテーマ。
本楽曲は1980年当時、同人がパーソナリティーを務めていた文化放送の深夜放送「走れ!歌謡曲」の人気がきっかけでヒットしたといわれている。
NHK紅白歌合戦では1981年・第32回NHK紅白歌合戦に川中が初出場した際に歌唱した。その後は2006年・第57回NHK紅白歌合戦、2009年・第60回NHK紅白歌合戦と合わせて3回歌唱されている。なお第57回紅白歌合戦では、川中自身初めての紅組トリを務めた。
本シングル以後も同じ路線の楽曲の発売が続き、「ふたりぐらし」「あなたひとすじ」と合わせて幸せ演歌三部作とされた。
B面曲の「特急寝台・日本海」の歌詞には瀬戸内晴美が登場する。

## 収録曲
1. ふたり酒（3分45秒）
作詞：たかたかし／作曲：弦哲也／編曲：斉藤恒夫
2. 特急寝台・日本海（3分30秒）
作詞：木未野奈／作曲：北原じゅん／編曲：高田弘

## カバー
- 石川さゆり（1981年『春ひとつ～日本の女～』収録）
- 美空ひばり（1982年『人恋酒〜最新演歌名曲名唱集』収録）
- 坂本冬美（1988年『坂本冬美 演歌全集 女の港〜舟唄』収録）
- 香西かおり（1991年『綴織百景Vol.1 酒』収録）
- 石原詢子（1992年『石原詢子 最新ヒット全曲集』、2008年『しあわせ演歌・石原詢子です』、2009年『日本名曲集』、2014年のCD-BOX『石原詢子 時代のうた』収録）
- 岩佐美咲（2017年『鯖街道（初回限定盤）』収録）